# William Thurston
Pour les articles homonymes, voir Thurston.
William Paul Thurston (né le 30 octobre 1946, mort le 21 août 2012) est un mathématicien américain. Il a effectué un travail pionnier en topologie en basses dimensions. Il reçoit en 1982 la médaille Fields pour la profondeur et l'originalité de ses contributions aux mathématiques.

## Biographie
Morris Hirsch dirige la thèse de Thurston, qui lui-même dirige, entre autres, celles de David Gabai, Steven Kerckhoff, Oded Schramm, Richard Schwartz (en) et Jeffrey Weeks. Il est professeur à l'université Cornell depuis l'année 2003 jusqu'à son décès en 2012.

## Travaux

### Feuilletages
Il commence, dans les années 1970, par un travail sur les feuilletages. Il démontre notamment qu'une variété dont la caractéristique d'Euler est nulle admet un feuilletage de codimension un.

### Conjecture de géométrisation
Il se tourne ensuite vers la géométrie des variétés de dimension 3, notamment les variétés hyperboliques et les orbifolds. En 1976, Thurston formule sa conjecture de géométrisation qui affirme que les 3-variétés compactes peuvent être décomposées en sous-variétés admettant l'une des huit structures géométriques appelées géométries de Thurston. Cette conjecture de Thurston, qui implique la conjecture de Poincaré, a été démontrée par Grigori Perelman en 2003. Son livre le plus diffusé est The geometry and topology of three-manifolds (en), (notes de ses cours de 1978-1980 à l'université de Princeton).

## Prix et récompenses
- 1976 : lauréat du prix Oswald-Veblen
- 1982 : médaille Fields
- 2009 : premier lauréat du prix Joseph L. Doob de l'American Mathematical Society pour son ouvrage Three-dimensional Geometry and Topology (Princeton University Press 1997)
- 2012 : lauréat du prix Leroy P. Steele

## Publications
- « On proof and progress in mathematics », Bulletin of the American Mathematical Society, vol. 30, no 2,‎ 1994, p. 161-177 (arXiv math/9404236, lire en ligne)« Preuve et progrès en mathématiques »  (trad. Jean Brette), Repères IREM, no 21,‎ 1995, p. 7-26 (lire en ligne)